# Rinmangymnasiet
Rinmangymnasiet är en av de fyra kommunala gymnasieskolorna i Eskilstuna. På skolan går ca 1 200 elever. På skolan bedrivs lunch- och middagsrestaurangen Restaurang Rinman av Restaurangprogrammet.

## Historia
Skolan grundades 1855, då Eskilstunas barnaskola ombildades till elementarskola med teknisk, praktisk inriktning för att fylla behovet av yrkesskickliga arbetare till stadens verkstäder och smedjor. Den tekniska afton- och söndagsskolan grundades efter förslag av professor Carl Palmstedt. Stadgarna fastställdes 1858. 1883 fick skolan lokaler i Hellstedska gården i hörnet av Kungsgatan och Bruksgatan. Tre år senare startades en tre-, senare fyraårig teknisk fackskola för den finare smides- och metallindustrin. Examenstidningen Analysen började ges ut 1916. 1932 öppnades en tvåårig verkstadsskola för mekaniker öppnades. Samma år blev skolan ett statligt tekniskt läroverk.  
År 1955 kunde maskinfackskolan fira sitt 100-årsjubileum. Lagom till jubileet kunde man flytta in i nya lokaler vid Rinmansparken.
Det högre tekniska läroverket blev tekniskt gymnasium och maskinfackskolan blev en teknisk specialkurs. Efter kommunens övertagande av skolan fick den namnet Rinmansskolan, men heter nu Rinmangymnasiet. Skolan är uppkallad efter bergsvetenskapsmannen Sven Rinman. År 1978 köpte kommunen C.E. Johanssons (Mått Johansson) kontors- och fabrikslokaler, som efter ombyggnad blev skollokaler.

## Utbildningar
- Naturvetenskapliga programmet
- Vård- och omsorgsprogrammet
- Teknikprogrammet
- Industritekniska programmet

- Individuella programmet
- Restaurang- och livsmedelsprogrammet

Dessutom har skolan flera specialutformade program som är kombinationer av ovanstående program.